# 529
Năm 529 là một năm trong lịch Julius.